# Radenko
Radenko je moško osebno ime.

## Izvor imena
Ime Radenko je različica moškega osebnega imena Rado.

## Pogostost imena
Po podatkih Statističnega urada Republike Slovenije je bilo na dan 31. decembra 2007 v Sloveniji število moških oseb z imenom Radenko: 219.

## Osebni praznik
Osebe z imenom Radenko lahko praznujejo god takrat kot osebe z imenom Rado.